# Norðanfyri Blámansfjall
Norðanfyri Blámansfjall è una montagna alta 751 metri sul mare situata sull'isola di Eysturoy, la seconda per estensione dell'arcipelago delle Isole Fær Øer, in Danimarca.
È la ventottesima, per altezza, dell'intero arcipelago, e la decima, sempre per altezza, dell'isola.

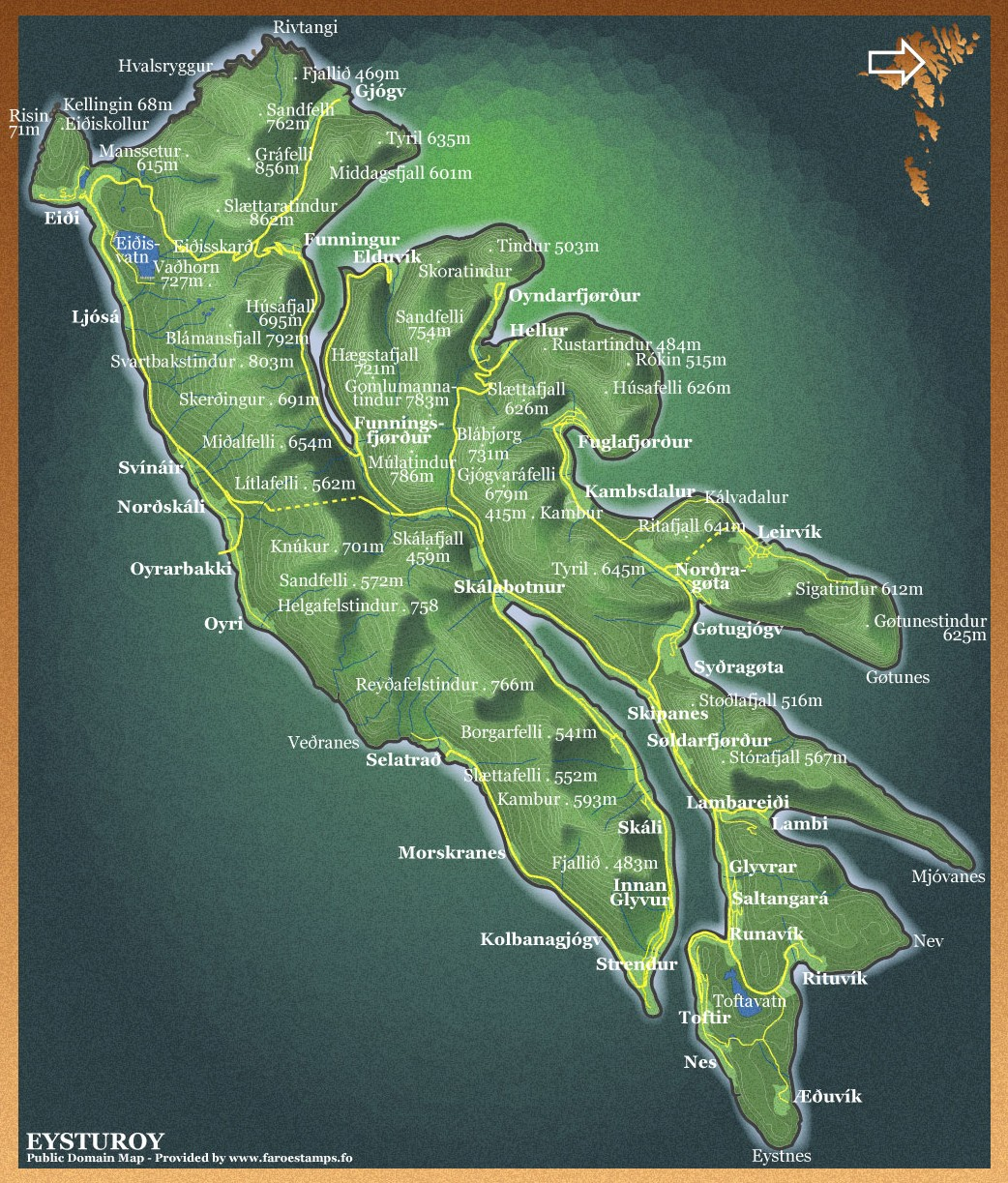
Isola di Eysturoy, mappa delle località e delle alture